# Lake View (Texas)
Lake View es un lugar designado por el censo ubicado en el condado de Val Verde en el estado estadounidense de Texas. En el Censo de 2010 tenía una población de 199 habitantes y una densidad poblacional de 151,25 personas por km².

## Geografía
Lake View se encuentra ubicado en las coordenadas 29°27′33″N 100°57′12″O / 29.45917, -100.95333. Según la Oficina del Censo de los Estados Unidos, Lake View tiene una superficie total de 1.32 km², de la cual 1.32 km² corresponden a tierra firme y (0%) 0 km² es agua.

## Demografía
Según el censo de 2010, había 199 personas residiendo en Lake View. La densidad de población era de 151,25 hab./km². De los 199 habitantes, Lake View estaba compuesto por el 87.94% blancos, el 0% eran afroamericanos, el 1.01% eran amerindios, el 0% eran asiáticos, el 0% eran isleños del Pacífico, el 9.55% eran de otras razas y el 1.51% pertenecían a dos o más razas. Del total de la población el 38.69% eran hispanos o latinos de cualquier raza.